# Polianthes pringlei
Polianthes pringlei là một loài thực vật có hoa trong họ Măng tây. Loài này được Rose miêu tả khoa học đầu tiên năm 1903.